# Facultad de Ciencias Químicas de la Universidad de Concepción
La Facultad de Ciencias Químicas (FCQ) es una de las 16 facultades de la Universidad de Concepción.
Se encuentra ubicada en la Ciudad Universitaria de Concepción. El edificio de la facultad fue afectado por un incendio tras el terremoto en Chile de 2010, el cual se mantuvo en reconstrucción hasta 2013. Aunque la facultad fue creada en 1992, sus orígenes se sitúan en 1959.

## Historia

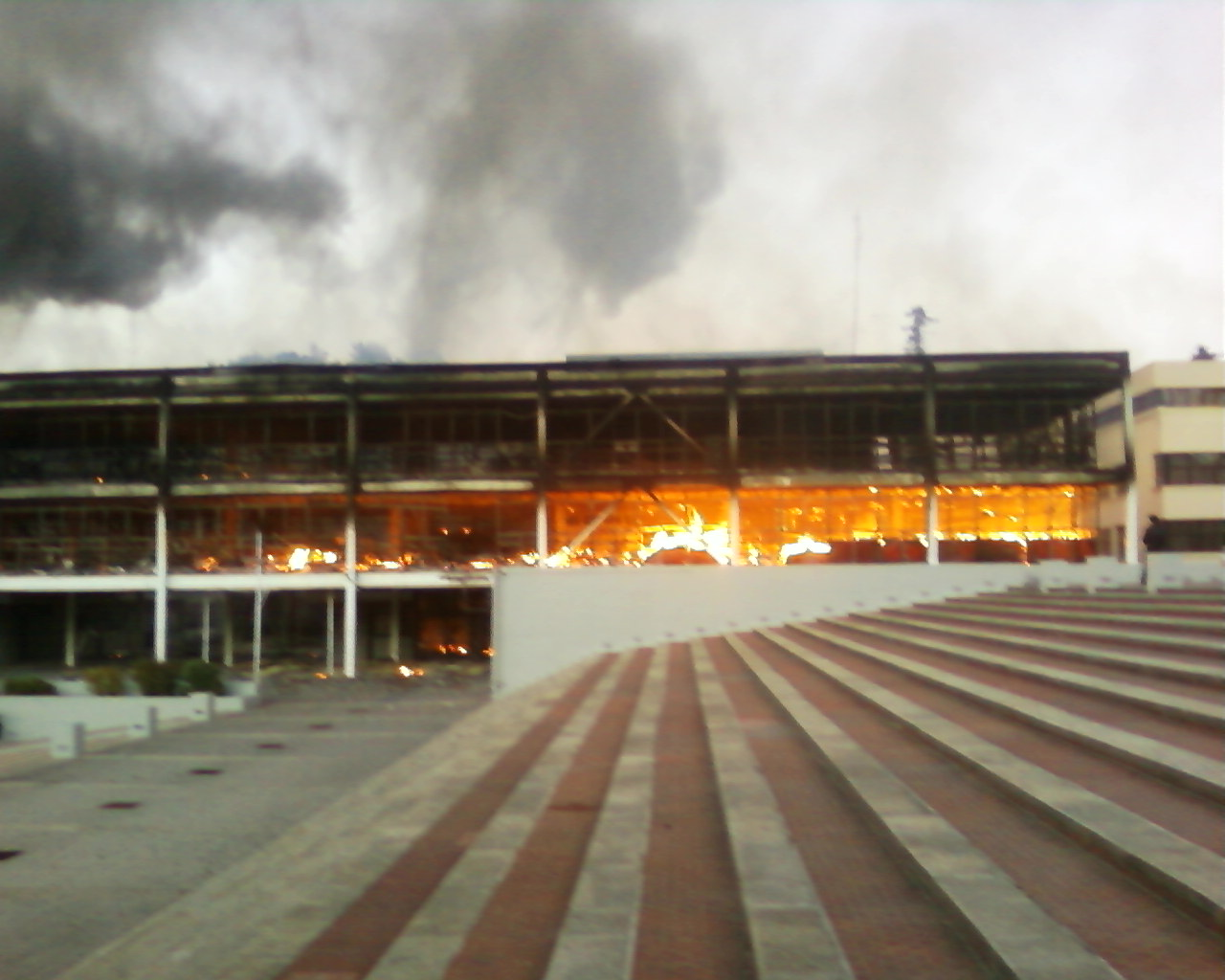
Incendio de la facultad tras el terremoto de 2010.

Los orígenes de la facultad se dan con la creación del Instituto Central de Química bajo el rectorado de David Stitchkin.
En 1992 la Facultad de Ciencias de la universidad se separa en la Facultad de Ciencias Físicas y Matemáticas de la Universidad de Concepción y la Facultad de Ciencias Químicas, naciendo la facultad actual.

### Incendio de 2010 y reconstrucción
Tras el terremoto de Chile de 2010, evento sísmico en que la ciudad de Concepción fue una de las más afectadas a nivel nacional, el edificio de la facultad fue arrasado por un incendio producido por la combustión de sustancias químicas allí almacenadas. Si bien no hubo muertes ni heridos implicados en la tragedia, la facultad resultó altamente dañada y tuvo que someterse a un proceso de reconstrucción. El 2 de agosto de 2013 se reinaugura el Bloque 1 de la Facultad, con lo que se da por concretada la reconstrucción.

## Departamentos
- Departamento de Química Analítica e Inorgánica.
- Departamento de Química Orgánica.
- Departamento de Polímeros.
- Departamento de Fisicoquímica.
- Departamento de Ciencias de la Tierra.[3]

## Programas de estudio

### Pregrado
- Licenciatura en Química-Químico
- Químico Analista
- Geología[3]

### Postgrado
- Magíster en Ciencias c/m en Química
- Doctorado en Ciencias c/m en Química
- Doctorado en Ciencias Geológicas[3]

## Profesores Eméritos
- Héctor Mansilla González (enero de 2022)
- Bernabé Rivas Quiroz (enero de 2019)
- Mario Suwalsky Weinsymer (diciembre de 2017)
- Patricio Núñez Reyes (agosto de 2015)
- Ruby Cid Araneda (junio de 1999)
- Burkhard Seeger Stein (julio de 1997)
- Otto Weinert Seyfarth	(agosto de 1995)
- José Baabor Salama (agosto de 1995)
- Pablo Dobud Urqueta (abril de 1991)[7]